# Покољ у Вирџинијском политехничком институту
Покољ у Вирџинијском политехничком институту је био покољ који се догодио 16. априла 2007. у САД. Починилац Чо Санг-Хи је убио укупно 32 особе у два одвојена напада у кампусу Политехничког института у Блексбургу, у Вирџинији, чиме је учињен најтежи масовни покољ ватреним оружјем у историји САД.
Чо Санг-хи био је Јужнокорејац који је одрастао у Вирџинији и студирао енглески језик. Починио је самоубиство на месту злочина.